# Gymnocarcelia ricinorum
Gymnocarcelia ricinorum là một loài ruồi trong họ Tachinidae.